# Albert Ginsberg
Pour les articles homonymes, voir Ginsberg.
Albert Ginsberg, né à Bendorf le 4 mai 1782 et mort à Tarse le 30 mai 1837, est un géologue et ingénieur des mines issu d’une famille d’origine allemande. Établi en Suisse, il a travaillé dans les cantons de Vaud et du Valais, puis a terminé sa vie en Égypte.

## Biographie
Originaire du district minier de Bendorf sur la rive droite du Rhin, en aval de Coblence, le père d’Albert, Friedrich-Albert Ginsberg s’installe en Suisse en 1785 comme maître mineur dans les mines de charbon de Bergwerk Käpfnach (de), où il décède en 1796.
Albert Ginsberg entreprend avec succès un apprentissage de mineur au Bergwerk Käpfnach (de) puis bénéficie d’une bourse qui lui permet de voyager durant quatre ans pour se former. Dès 1801 on le trouve pour deux ans à la mine de plomb et d’argent de Fürstenberg (Hüfingen) (de) dans la Forêt-Noire, où il apprend à analyser de manière simple la composition du minerai. Puis il passe une année comme mineur et géomètre souterrain dans les salines de Sulz am Neckar dans le Bade-Wurtemberg, enfin se rend en Bavière, dans les mines de sel de Reichenhall (de) où il lève des plans et s’initie aux méthodes de graduation des eaux salées. En 1805, il revient en Suisse.
Albert Ginsberg, recommandé par le naturaliste et ingénieur Hans Conrad Escher, obtient en 1805 un emploi dans les mines de sel de Bex, où il est nommé maître mineur en chef et géomètre souterrain. Sous la direction d’Henri Struve, puis sous celle de Jean de Charpentier, Albert Ginsberg surveille durant onze ans l’avancement des travaux miniers. Il habite avec sa famille au Bouillet, à Bex, où il dessine de nombreux plans, tout en se plaignant de ses conditions de travail. Les déviations de l'aiguille de sa boussole, en raison des nombreuses ferrures de son appartement, ainsi que les vibrations des planchers de sa maison entièrement construite en bois, l'obligent souvent à s'établir en plein air pour le tracé de ses plans.
Il se voit chargé par ailleurs de divers travaux d’expertise, notamment pour les sources d’eau faiblement salée de Combioule au Val d’Hérens en Valais, pour la mine de charbon Rittener près de Rivaz, pour les carrières souterraines de gypse à Villeneuve (VD), pour des prospections de minerai de fer dans le Jura vaudois.
En 1816, il obtient une concession pour l’exploitation d’une mine de plomb argentifère en Valais et démissionne l’année suivante de son poste vaudois. Avant son départ, cependant, il se voit encore chargé de nouvelles expertises : pour le relevé des couches de charbon de la mine de Praz Petoud à Maracon (exploitée par la Société fribourgeoise de la verrière de Semsales), pour l’examen des ruines d’un haut-fourneau sur la frontière Vaud-Fribourg dans la vallée de l’Hongrin (avec recherche du gisement de fer qui devait l’alimenter), enfin pour un essai de fonte du minerai de fer de la mine des Charbonnières.
Établi dès 1817 avec sa famille à Martigny, il y ouvre un commerce de minéraux. Son catalogue de 1818 comprend 32 roches diverses, auxquelles s’ajoutent divers souvenirs et des vues lithographiées du Valais. Une étude du gisement de galène argentifère sur le Mont d’Ottan, au-dessus de Martigny, montre que le filon ne serait pas rentable. Aussi Ginsberg se tourne-t-il vers la mine pour laquelle il a obtenu une concession, située sur la commune de Vollèges, mais dite «mine de Sembrancher». Elle avait été exploitée déjà au XVIIIe siècle. Ginsberg procède à la réouverture des anciennes galeries effondrées et organise une exploitation en société par actions. Mais cette entreprise ne se concrétise que difficilement. Acculé financièrement, Ginsberg se rend coupable de filouterie dans le cadre de son commerce de minéraux et s’enfuit. L'abandon de sa famille oblige son épouse Louisa, née Mebold, à mendier pour avoir de quoi rapatrier ses enfants à Zurich. En 1821, elle retourne dans son village allemand de Sulz am Neckar, tandis que ses enfants sont placés à Horgen et à Wädenswil. Elle décède à Zurich en 1825.
Quant à Ginsberg, après avoir erré quelque temps entre la Suisse et l’Allemagne, il embarque en 1822 à Trieste pour l’Égypte, où Méhémet Ali a pris de pouvoir et règne sous le titre de vice-roi. Le géologue est engagé par l’administration égyptienne pour collaborer aux travaux de développement des infrastructures du royaume, et le monarque, qui vient de conquérir la Nubie, le Sennaar (Soudan) et le Kordofan, cherche à mieux exploiter les ressources minières de ces territoires que l’on dit riches en or. Il charge donc un groupe de scientifiques, dont fait partie le célèbre géologue et minéralogiste italien Giovanni Battista Brocchi, de prospecter sur place. Ginsberg sera son assistant durant l’exploration géologique du Sennaar en 1825-1826. Cette mission, dont Ginsberg rédige deux relations manuscrites (British Library, Londres), se terminera tragiquement à Khartoum en septembre 1826 par la mort de Brocchi, qui succombe à la fièvre.
En janvier 1828, Ginsberg procède à l’étude géologique du désert oriental et des bords de la Mer Rouge, régions dont il établit un catalogue de 136 échantillons de roches, avant de se rendre aux mines abandonnées du Sinaï. En 1829, il rédige une brève analyse stratigraphique de la montagne du Mokattam et de ses carrières près du Caire. Puis, durant l’hiver 1829-1830, il retourne au Sinaï, territoire au sujet duquel il publie, en 1830 à Alexandrie, un catalogue illustré. On le retrouve dans cette même région en 1832, complétant toujours ses collections, dont il fait d’ailleurs commerce. Deux d’entre elles subsistent au Musée de Modène.
À la même époque, le géologue se met également au service de Samuel Gibbs, homme d’affaires et consul d’Angleterre à Alexandrie, qui recherche de l’eau dans le désert en vue de la construction d’une ligne de chemin de fer, cette ligne, jusqu’au Caire et à Assouan, étant destinée à faciliter le trafic sur la route des Indes. Ses prospections par forages seront couronnées de succès et vont susciter un écho considérable.
Enfin, Ginsberg termine sa carrière en Cilicie (sud de l’actuelle Turquie) qu’Ibrahim-Pacha, fils adoptif de Méhémet Ali, vient, en 1833, de conquérir à la tête des armées de son père. Ayant entendu parler de riches gisements de cuivre, plomb, fer et argent exploités depuis l’Antiquité dans les montagnes du Taurus, il fait venir des ingénieurs des mines capables de reprendre l’exploitation. Là, Ginsberg est appelé à collaborer avec un certain Boreani, officier piémontais dont les compétences en métallurgie lui ont valu d’être appelé à diriger la fonderie de canons du Caire. Mais ce dernier se révélera inutile sur le terrain et son incompétence sera à l’origine de nombreux conflits entre les deux hommes. Ginsberg s’établit en 1833 aux Portes de Cilicie soit à Gülek, où il s’efforce de rouvrir d’anciens puits et galeries et où il prospecte en vue de la découverte de nouveaux gisements. Dans l’ensemble, toutefois, les résultats de ces travaux sont plutôt décevants. Ginsberg, fatigué et malade, se rend finalement à Tarse, ou il décède le 30 mai 1837 d’une épidémie de peste.

## Source
- Pierre-Yves Pièce et Marc Weidmann, «Albert Ginsberg (1782-1837), mineur, ingénieur des mines et géologue», Minaria helvetica (Société suisse d’histoire des mines) 34/2014, pp. 26-53